# Список астероїдів (6201—6300)
| Назва                                  | Тимчасове позначення | Дата відкриття    | Місце відкриття                      | Відкривач                                              |
| -------------------------------------- | -------------------- | ----------------- | ------------------------------------ | ------------------------------------------------------ |
| 6201 Ітіросімідзу (Ichiroshimizu)      | 1993 HY              | 16 квітня 1993    | Обсерваторія Кітамі                  | Кін Ендате, Кадзуро Ватанабе                           |
| 6202 Джорджмілі (Georgemiley)          | 3332 T-1             | 26 березня 1971   | Паломарська обсерваторія             | К. Й. ван Гаутен, І. ван Гаутен-Ґроневельд, Т. Герельс |
| 6203 Любамороз (Lyubamoroz)            | 1981 EC23            | 3 березня 1981    | Обсерваторія Сайдинг-Спрінг          | Ш. Дж. Бас                                             |
| 6204 МакКензі (MacKenzie)              | 1981 JB3             | 6 травня 1981     | Паломарська обсерваторія             | Керолін Шумейкер                                       |
| 6205 Меноттігаллі (Menottigalli)       | 1983 OD              | 17 липня 1983     | Станція Андерсон-Меса                | Едвард Бовелл                                          |
| 6206 Коррадоламберті (Corradolamberti) | 1985 TB1             | 15 жовтня 1985    | Станція Андерсон-Меса                | Едвард Бовелл                                          |
| 6207 Бурвіл (Bourvil)                  | 1988 BV              | 24 січня 1988     | Обсерваторія Кушіро                  | Сейджі Уеда, Хіроші Канеда                             |
| 6208 Ваката (Wakata)                   | 1988 XT              | 3 грудня 1988     | Обсерваторія Кітамі                  | Кін Ендате, Кадзуро Ватанабе                           |
| 6209 Швабен (Schwaben)                 | 1990 TF4             | 12 жовтня 1990    | Обсерваторія Карла Шварцшильда       | Ф. Бернґен, Лутц Шмадель                               |
| 6210 Хенсеоп (Hyunseop)                | 1991 AX1             | 14 січня 1991     | Обсерваторія Кушіро                  | Масанорі Мацумаяма, Кадзуро Ватанабе                   |
| 6211 Цубаме (Tsubame)                  | 1991 DO              | 19 лютого 1991    | Обсерваторія Карасуяма               | Шіґеру Інода, Такеші Урата                             |
| (6212) 1993 MS1                        | 1993 MS1             | 23 червня 1993    | Паломарська обсерваторія             | Майкл Нассір                                           |
| 6213 Звірс (Zwiers)                    | 2196 P-L             | 24 вересня 1960   | Паломарська обсерваторія             | К. Й. ван Гаутен, І. ван Гаутен-Ґроневельд, Т. Герельс |
| 6214 Міхаілгріньов (Mikhailgrinev)     | 1971 SN2             | 26 вересня 1971   | КрАО                                 | Смирнова Тамара Михайлівна                             |
| (6215) 1973 EK                         | 1973 EK              | 7 березня 1973    | Гамбурзька обсерваторія              | Любош Когоутек                                         |
| 6216 Сан-Хосе (San Jose)               | 1975 SJ              | 30 вересня 1975   | Паломарська обсерваторія             | Ш. Дж. Бас                                             |
| (6217) 1975 XH                         | 1975 XH              | 1 грудня 1975     | Астрономічна станція Серро Ель Робле | Карлос Торрес, Серхіо Баррос                           |
| 6218 Мізушіма (Mizushima)              | 1977 EG7             | 12 березня 1977   | Обсерваторія Кісо                    | Хірокі Косаї, Кіїтіро Фурукава                         |
| 6219 Демалія (Demalia)                 | 1978 PX2             | 8 серпня 1978     | КрАО                                 | Черних Микола Степанович                               |
| 6220 Степанмакаров (Stepanmakarov)     | 1978 SN7             | 26 вересня 1978   | КрАО                                 | Журавльова Людмила Василівна                           |
| 6221 Дусентезіма (Ducentesima)         | 1980 GO              | 13 квітня 1980    | Обсерваторія Клеть                   | Антонін Мркос                                          |
| (6222) 1980 PB3                        | 1980 PB3             | 8 серпня 1980     | Обсерваторія Сайдинг-Спрінг          | Королівська обсерваторія Едінбурга                     |
| 6223 Дал (Dahl)                        | 1980 RD1             | 3 вересня 1980    | Обсерваторія Клеть                   | Антонін Мркос                                          |
| 6224 Ел Ґоресі (El Goresy)             | 1981 EK8             | 1 березня 1981    | Обсерваторія Сайдинг-Спрінг          | Ш. Дж. Бас                                             |
| 6225 Хіроко (Hiroko)                   | 1981 EK12            | 1 березня 1981    | Обсерваторія Сайдинг-Спрінг          | Ш. Дж. Бас                                             |
| 6226 Полуоррен (Paulwarren)            | 1981 EY18            | 2 березня 1981    | Обсерваторія Сайдинг-Спрінг          | Ш. Дж. Бас                                             |
| 6227 Аланрубін (Alanrubin)             | 1981 EQ42            | 2 березня 1981    | Обсерваторія Сайдинг-Спрінг          | Ш. Дж. Бас                                             |
| 6228 Йонедзава (Yonezawa)              | 1982 BA              | 17 січня 1982     | Токай (Айті)                         | Тошімата Фурута                                        |
| 6229 Турсахан (Tursachan)              | 1983 VN7             | 4 листопада 1983  | Станція Андерсон-Меса                | Браян Скіфф                                            |
| (6230) 1984 SG1                        | 1984 SG1             | 27 вересня 1984   | Обсерваторія Клеть                   | Зденька Ваврова                                        |
| 6231 Гундертвассер (Hundertwasser)     | 1985 FH              | 20 березня 1985   | Обсерваторія Клеть                   | Антонін Мркос                                          |
| 6232 Зубицькія (Zubitskia)             | 1985 SJ3             | 19 вересня 1985   | КрАО                                 | Черних Микола Степанович, Chernykh, L. I.              |
| 6233 Кімура (Kimura)                   | 1986 CG              | 8 лютого 1986     | Обсерваторія Карасуяма               | Шіґеру Інода, Такеші Урата                             |
| 6234 Шейлавулфман (Sheilawolfman)      | 1986 SF              | 30 вересня 1986   | Обсерваторія Клеть                   | Зденька Ваврова                                        |
| 6235 Burney                            | 1987 VB              | 14 листопада 1987 | Обсерваторія Кушіро                  | Сейджі Уеда, Хіроші Канеда                             |
| 6236 Маллард (Mallard)                 | 1988 WF              | 29 листопада 1988 | Обсерваторія Ніхондайра              | Обсерваторія Ніхондайра                                |
| 6237 Чікуші (Chikushi)                 | 1989 CV              | 4 лютого 1989     | Обсерваторія Ґейсей                  | Тсутому Секі                                           |
| (6238) 1989 NM                         | 1989 NM              | 2 липня 1989      | Паломарська обсерваторія             | Е. Гелін                                               |
| 6239 Minos                             | 1989 QF              | 31 серпня 1989    | Паломарська обсерваторія             | Керолін Шумейкер, Юджин Шумейкер                       |
| 6240 Лукрецій Кар (Lucretius Carus)    | 1989 SL1             | 26 вересня 1989   | Обсерваторія Ла-Сілья                | Ерік Вальтер Ельст                                     |
| 6241 Ґаланте (Galante)                 | 1989 TG              | 4 жовтня 1989     | Обсерваторія Сан-Вітторе             | Обсерваторія Сан-Вітторе                               |
| (6242) 1990 OJ2                        | 1990 OJ2             | 29 липня 1990     | Паломарська обсерваторія             | Генрі Гольт                                            |
| 6243 Йодер (Yoder)                     | 1990 OT3             | 27 липня 1990     | Паломарська обсерваторія             | Генрі Гольт                                            |
| 6244 Окамото (Okamoto)                 | 1990 QF              | 20 серпня 1990    | Обсерваторія Ґейсей                  | Тсутому Секі                                           |
| 6245 Ікуфумі (Ikufumi)                 | 1990 SO4             | 27 вересня 1990   | Обсерваторія Ніхондайра              | Такеші Урата                                           |
| 6246 Комуротору (Komurotoru)           | 1990 VX2             | 13 листопада 1990 | Обсерваторія Кітамі                  | Тецуя Фудзі, Кадзуро Ватанабе                          |
| 6247 Аманоґава (Amanogawa)             | 1990 WY3             | 21 листопада 1990 | Обсерваторія Кітамі                  | Кін Ендате, Кадзуро Ватанабе                           |
| (6248) 1991 BM2                        | 1991 BM2             | 17 січня 1991     | Обсерваторія Клеть                   | Зденька Ваврова                                        |
| 6249 Jennifer                          | 1991 JF1             | 7 травня 1991     | Паломарська обсерваторія             | Е. Гелін                                               |
| 6250 Саекохаясі (Saekohayashi)         | 1991 VX1             | 2 листопада 1991  | Паломарська обсерваторія             | Е. Гелін                                               |
| 6251 Сецуко (Setsuko)                  | 1992 DB              | 25 лютого 1992    | Сусоно                               | Макіо Акіяма, Тошімата Фурута                          |
| 6252 Монтевідео (Montevideo)           | 1992 EV11            | 6 березня 1992    | Обсерваторія Ла-Сілья                | UESAC                                                  |
| (6253) 1992 FJ                         | 1992 FJ              | 24 березня 1992   | Обсерваторія Кушіро                  | Сейджі Уеда, Хіроші Канеда                             |
| (6254) 1993 UM3                        | 1993 UM3             | 20 жовтня 1993    | Обсерваторія Кушіро                  | Сейджі Уеда, Хіроші Канеда                             |
| 6255 Кума (Kuma)                       | 1994 XT              | 5 грудня 1994     | Обсерваторія Кума Коґен              | Акімаса Накамура                                       |
| 6256 Канова (Canova)                   | 4063 P-L             | 24 вересня 1960   | Паломарська обсерваторія             | К. Й. ван Гаутен, І. ван Гаутен-Ґроневельд, Т. Герельс |
| 6257 Торвальдсен (Thorvaldsen)         | 4098 T-1             | 26 березня 1971   | Паломарська обсерваторія             | К. Й. ван Гаутен, І. ван Гаутен-Ґроневельд, Т. Герельс |
| 6258 Роден (Rodin)                     | 3070 T-2             | 30 вересня 1973   | Паломарська обсерваторія             | К. Й. ван Гаутен, І. ван Гаутен-Ґроневельд, Т. Герельс |
| 6259 Майоль (Maillol)                  | 3236 T-2             | 30 вересня 1973   | Паломарська обсерваторія             | К. Й. ван Гаутен, І. ван Гаутен-Ґроневельд, Т. Герельс |
| 6260 Келсі (Kelsey)                    | 1949 PN              | 2 серпня 1949     | Обсерваторія Гейдельберг-Кеніґштуль  | К. В. Райнмут                                          |
| 6261 Chione                            | 1976 WC              | 30 листопада 1976 | Обсерваторія Ла-Сілья                | Ганс-Еміль Шустер                                      |
| 6262 Джейвід (Javid)                   | 1978 RZ              | 1 вересня 1978    | КрАО                                 | Черних Микола Степанович                               |
| (6263) 1980 PX                         | 1980 PX              | 6 серпня 1980     | Обсерваторія Клеть                   | Зденька Ваврова                                        |
| (6264) 1980 SQ                         | 1980 SQ              | 29 вересня 1980   | Обсерваторія Клеть                   | Зденька Ваврова                                        |
| (6265) 1985 TW3                        | 1985 TW3             | 11 жовтня 1985    | Паломарська обсерваторія             | Т. Ф. Фрік, Р. Ґілбрех                                 |
| 6266 Летзел (Letzel)                   | 1986 TB3             | 4 жовтня 1986     | Обсерваторія Клеть                   | Антонін Мркос                                          |
| 6267 Рожен (Rozhen)                    | 1987 SO9             | 20 вересня 1987   | Смолян                               | Ерік Вальтер Ельст                                     |
| 6268 Версаль (Versailles)              | 1990 SS5             | 22 вересня 1990   | Обсерваторія Ла-Сілья                | Ерік Вальтер Ельст                                     |
| 6269 Кавасакі (Kawasaki)               | 1990 UJ              | 20 жовтня 1990    | Обсерваторія Ніхондайра              | Такеші Урата                                           |
| 6270 Кабукурі (Kabukuri)               | 1991 BD              | 18 січня 1991     | Обсерваторія Карасуяма               | Шіґеру Інода, Такеші Урата                             |
| 6271 Фармер (Farmer)                   | 1991 NF              | 9 липня 1991      | Паломарська обсерваторія             | Е. Гелін                                               |
| (6272) 1992 EB                         | 1992 EB              | 2 березня 1992    | Обсерваторія Кушіро                  | Сейджі Уеда, Хіроші Канеда                             |
| 6273 Кіруна (Kiruna)                   | 1992 ER31            | 1 березня 1992    | Обсерваторія Ла-Сілья                | UESAC                                                  |
| 6274 Тайдзабуро (Taizaburo)            | 1992 FV              | 23 березня 1992   | Обсерваторія Кітамі                  | Кін Ендате, Кадзуро Ватанабе                           |
| 6275 Кірю (Kiryu)                      | 1993 VQ              | 14 листопада 1993 | Обсерваторія Оїдзумі                 | Такао Кобаяші                                          |
| 6276 Курохоне (Kurohone)               | 1994 AB              | 1 січня 1994      | Обсерваторія Оїдзумі                 | Такао Кобаяші                                          |
| (6277) 1949 QC1                        | 1949 QC1             | 24 серпня 1949    | Ловеллівська обсерваторія            | Г. Л. Джіклас, Роберт Шальдах                          |
| 6278 Аметхан (Ametkhan)                | 1971 TF              | 10 жовтня 1971    | КрАО                                 | Б. Бурнашова                                           |
| (6279) 1977 UO5                        | 1977 UO5             | 18 жовтня 1977    | Паломарська обсерваторія             | К. Л. Фол                                              |
| 6280 Сікарді (Sicardy)                 | 1980 RJ              | 2 вересня 1980    | Станція Андерсон-Меса                | Едвард Бовелл                                          |
| 6281 Стрнад (Strnad)                   | 1980 SD              | 16 вересня 1980   | Обсерваторія Клеть                   | Антонін Мркос                                          |
| 6282 Едвелда (Edwelda)                 | 1980 TS4             | 9 жовтня 1980     | Паломарська обсерваторія             | Керолін Шумейкер                                       |
| (6283) 1980 VX1                        | 1980 VX1             | 6 листопада 1980  | Обсерваторія Цзицзіньшань            | Обсерваторія Червона Гора                              |
| 6284 Борісіванов (Borisivanov)         | 1981 EM19            | 2 березня 1981    | Обсерваторія Сайдинг-Спрінг          | Ш. Дж. Бас                                             |
| 6285 Інграм (Ingram)                   | 1981 EA26            | 2 березня 1981    | Обсерваторія Сайдинг-Спрінг          | Ш. Дж. Бас                                             |
| (6286) 1983 EU                         | 1983 EU              | 10 березня 1983   | Станція Андерсон-Меса                | Еван Барр                                              |
| 6287 Ленхем (Lenham)                   | 1984 AR              | 8 січня 1984      | Станція Андерсон-Меса                | Едвард Бовелл                                          |
| (6288) 1984 ER1                        | 1984 ER1             | 2 березня 1984    | Обсерваторія Ла-Сілья                | Анрі Дебеонь                                           |
| 6289 Ланузеї (Lanusei)                 | 1984 HP1             | 28 квітня 1984    | Обсерваторія Ла-Сілья                | В. Феррері, Вінченцо Дзаппала                          |
| (6290) 1985 CA2                        | 1985 CA2             | 12 лютого 1985    | Обсерваторія Ла-Сілья                | Анрі Дебеонь                                           |
| 6291 Ренцетті (Renzetti)               | 1985 TM1             | 15 жовтня 1985    | Станція Андерсон-Меса                | Едвард Бовелл                                          |
| (6292) 1986 QQ2                        | 1986 QQ2             | 28 серпня 1986    | Обсерваторія Ла-Сілья                | Анрі Дебеонь                                           |
| 6293 Oberpfalz                         | 1987 WV1             | 26 листопада 1987 | Обсерваторія Карла Шварцшильда       | Ф. Бернґен                                             |
| 6294 Черні (Czerny)                    | 1988 CX1             | 11 лютого 1988    | Обсерваторія Ла-Сілья                | Ерік Вальтер Ельст                                     |
| 6295 Шмоль (Schmoll)                   | 1988 CF3             | 11 лютого 1988    | Обсерваторія Ла-Сілья                | Ерік Вальтер Ельст                                     |
| 6296 Клівленд (Cleveland)              | 1988 NC              | 12 липня 1988     | Паломарська обсерваторія             | Е. Гелін                                               |
| (6297) 1988 VZ1                        | 1988 VZ1             | 2 листопада 1988  | Обсерваторія Кушіро                  | Сейджі Уеда, Хіроші Канеда                             |
| 6298 Sawaoka                           | 1988 XC              | 1 грудня 1988     | YGCO (станція Тійода)                | Такуо Кодзіма                                          |
| 6299 Рейдзотойоко (Reizoutoyoko)       | 1988 XQ1             | 5 грудня 1988     | Обсерваторія Йорії                   | Масару Араї, Хіроші Морі                               |
| 6300 Хосаму (Hosamu)                   | 1988 YB              | 30 грудня 1988    | Окутама                              | Цуному Хіокі, Нобухіро Кавасато                        |

| Астероїди 1—10000 → |           |           |           |           |           |           |           |           |            |
| 1—100               | 1001—1100 | 2001—2100 | 3001—3100 | 4001—4100 | 5001—5100 | 6001—6100 | 7001—7100 | 8001—8100 | 9001—9100  |
| 101—200             | 1101—1200 | 2101—2200 | 3101—3200 | 4101—4200 | 5101—5200 | 6101—6200 | 7101—7200 | 8101—8200 | 9101—9200  |
| 201—300             | 1201—1300 | 2201—2300 | 3201—3300 | 4201—4300 | 5201—5300 | 6201—6300 | 7201—7300 | 8201—8300 | 9201—9300  |
| 301—400             | 1301—1400 | 2301—2400 | 3301—3400 | 4301—4400 | 5301—5400 | 6301—6400 | 7301—7400 | 8301—8400 | 9301—9400  |
| 401—500             | 1401—1500 | 2401—2500 | 3401—3500 | 4401—4500 | 5401—5500 | 6401—6500 | 7401—7500 | 8401—8500 | 9401—9500  |
| 501—600             | 1501—1600 | 2501—2600 | 3501—3600 | 4501—4600 | 5501—5600 | 6501—6600 | 7501—7600 | 8501—8600 | 9501—9600  |
| 601—700             | 1601—1700 | 2601—2700 | 3601—3700 | 4601—4700 | 5601—5700 | 6601—6700 | 7601—7700 | 8601—8700 | 9601—9700  |
| 701—800             | 1701—1800 | 2701—2800 | 3701—3800 | 4701—4800 | 5701—5800 | 6701—6800 | 7701—7800 | 8701—8800 | 9701—9800  |
| 801—900             | 1801—1900 | 2801—2900 | 3801—3900 | 4801—4900 | 5801—5900 | 6801—6900 | 7801—7900 | 8801—8900 | 9801—9900  |
| 901—1000            | 1901—2000 | 2901—3000 | 3901—4000 | 4901—5000 | 5901—6000 | 6901—7000 | 7901—8000 | 8901—9000 | 9901—10000 |